# تزانه
تزانه (به ایتالیایی: Zanè) یک کومونه در ایتالیا است که در استان ویچنزا واقع شده‌است. تزانه ۷٫۶۴ کیلومتر مربع مساحت و ۶٬۶۱۵ نفر جمعیت دارد و ۱۸۳ متر بالاتر از سطح دریا واقع شده‌است.